# Polyommatus coridon
Polyommatus coridon (Poda, 1761) è un lepidottero diurno appartenente alla famiglia Lycaenidae, diffuso in Eurasia.

## Descrizione
Il maschio adulto è caratterizzato da ali di colorazione blu, mentre la femmina ha ali argentate. I bruchi di P. coridon vivono in simbiosi con le formiche (mirmecofilia), caratteristica comune a molte licenidi.

## Distribuzione e habitat
Polyommatus coridon può essere trovata nell'ecozona paleartica (Europa occidentale, meridionale e centrale, Anatolia, Urali meridionali, Turan nord-occidentale). Occupa la maggior parte dell'Europa centrale con alcune eccezioni; non è presente in Irlanda, Scozia, Scandinavia, Paesi Bassi, penisola iberica, eccetto nelle province settentrionali della Spagna, e nelle isole del mar Mediterraneo, tranne Corsica e Sardegna. Nella penisola italiana benché alcune fonti dichiarino che la specie è assente nella maggior parte dell'Italia meridionale, altre la collocano in tutta l'Italia continentale, spingendosi a sud fino ai monti di Orsomarso, in Calabria.
La specie vive in habitat aridi e soleggiati.